# Abd al-Karim asz-Szajchli
Abd al-Karim asz-Szajchli – działacz irackiej partii Baas.

## Życiorys
Pochodził z Bagdadu. Do irackiej partii Baas wstąpił przed 1959. W wymienionym roku brał udział w nieudanej próbie zamordowania irackiego premiera Abd al-Karima Kasima.
W połowie lat 60. XX wieku zaliczał się do ścisłego kierownictwa nielegalnej irackiej partii Baas. W 1964 wszedł do jej Przywództwa Regionalnego. W 1969, już po zdobyciu przez partię pełni władzy w kraju podczas zamachu stanu w lipcu 1968, został powtórnie wybrany do Przywództwa Regionalnego. Po zamachu stanu wszedł do irackiego rządu tymczasowego - Rady Rewolucyjnych Dowódców. W rządzie Ahmada Hasana al-Bakra, utworzonym 29 marca 1970, został ministrem spraw zagranicznych. Już 3 kwietnia 1970 doszło do rekonstrukcji gabinetu, w toku której asz-Szajchli utrzymał swoje stanowisko.
W rywalizacji o władzę między liderami partii wystąpił przeciwko Saddamowi Husajnowi, poniósł jednak porażkę i we wrześniu 1971 został usunięty z rządu. Otrzymał stanowisko przedstawiciela Iraku w ONZ.